# John Yu Shuinling
John Yu Shuinling (en chino tradicional, 裕勛齡; pinyin, Yù Xūnlíng; Wade-Giles, Yü Hsün-ling; 1874–1944), a menudo se le llamaba John Shuinling (también deletreado Shung-Ling), fue un fotógrafo, sobre todo por tomar numerosas fotografías de la emperatriz viuda Cixí. También fue segundo secretario en la embajada de la dinastía Qing en Francia, y ingeniero trabajando como director de la central eléctrica del Palacio de Verano.

## Biografía

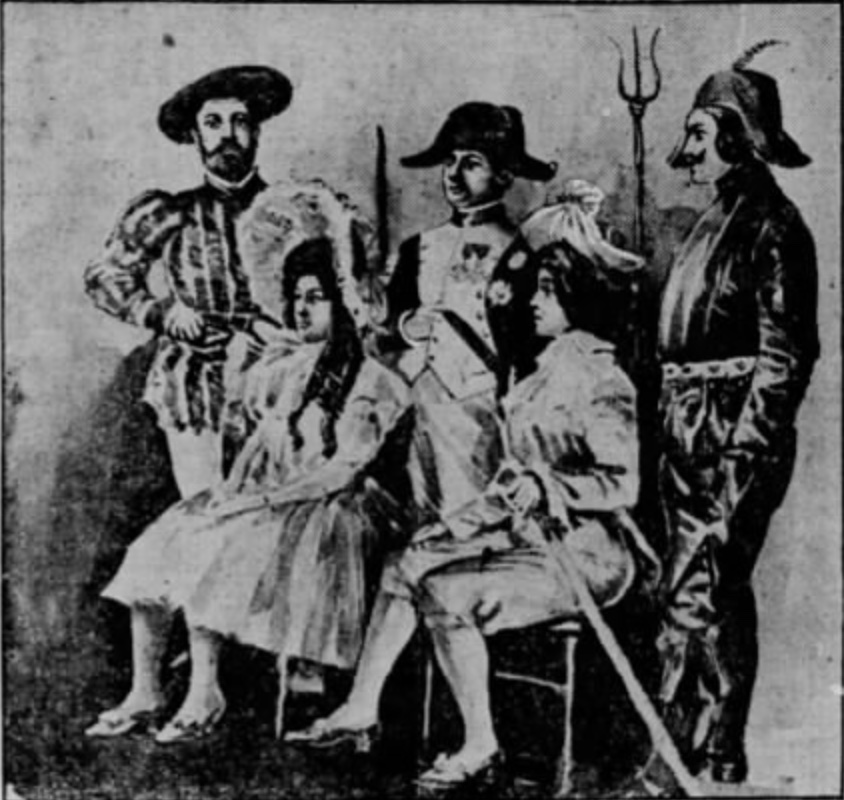
Los hermanos Yu en el baile de disfraces en 1901; desde la izquierda: el comandante Armani como Francisco I de Francia, Lizzie Yu Der Ling como una muñeca en el cuento de hadas, Charles Yu Hsingling como Napoleón, Nellie Yu Roung Ling como el príncipe azul y John Yu Shuinling como Plutón.

Nacido en una familia de clase alta, Shuinling fue el hijo mayor de Yu Keng, diplomático de la dinastía Qing, y Louisa Pierson, hija de un oficial naval estadounidense. Al igual que sus hermanos, Charles Yu Hsingling, Lizzie Yu Der Ling y Nellie Yu Roung Ling, recibió educación occidental en una escuela misionera estadounidense —entonces un procedimiento casi inaudito entre los altos funcionarios manchúes— y hablaba inglés con fluidez. El diplomático británico Robert Hart los describió como «una familia ruidosa de niños de habla inglesa, que también hablan francés y japonés con fluidez».:52
De 1899 a 1902, se desempeñó como segundo secretario en la embajada de la dinastía Qing en Francia, donde su padre ocupaba un cargo diplomático. Los hermanos Yu llevaban una vida cosmopolita en París, socializaban, frecuentaban el teatro y actuaban en las fiestas de sus padres. La revista semanal Armée et Marine informó que los cuatro hijos del ministro Yu Keng «interpretaron maravillosamente» una comedia inglesa en tres actos en una soirée organizada por su padre.
En marzo de 1901, los Yu organizaron un baile de disfraces en la embajada china para celebrar el Año Nuevo chino, en el que Shuinling se disfrazó de Plutón, sus hermanos Hsingling, Roung Ling y Der Ling se vistieron respectivamente como Napoleón, el príncipe azul y una muñeca en el cuento de hadas.
Se convirtió en fotógrafo aficionado durante su estancia en París. Después de su regreso a China, de 1903 a 1905, tomó una gran cantidad de fotografías de la emperatriz viuda Cixí con una cámara de Europa. Más de la mitad de los negativos se encuentran ahora en la Galería Arthur M. Sackler, en Washington D. C.
En 1936, escribió un posfacio para la traducción china del Imperial Incense de Der Ling, por invitación de su traductor Chin Shou-ou. No se sabe mucho de su vida posterior, murió en 1944.

## En la cultura popular
- En la serie de televisión de 2006, Princesa Der Ling, Xu Jian interpretó a Shuinling.